# VI. János breton herceg

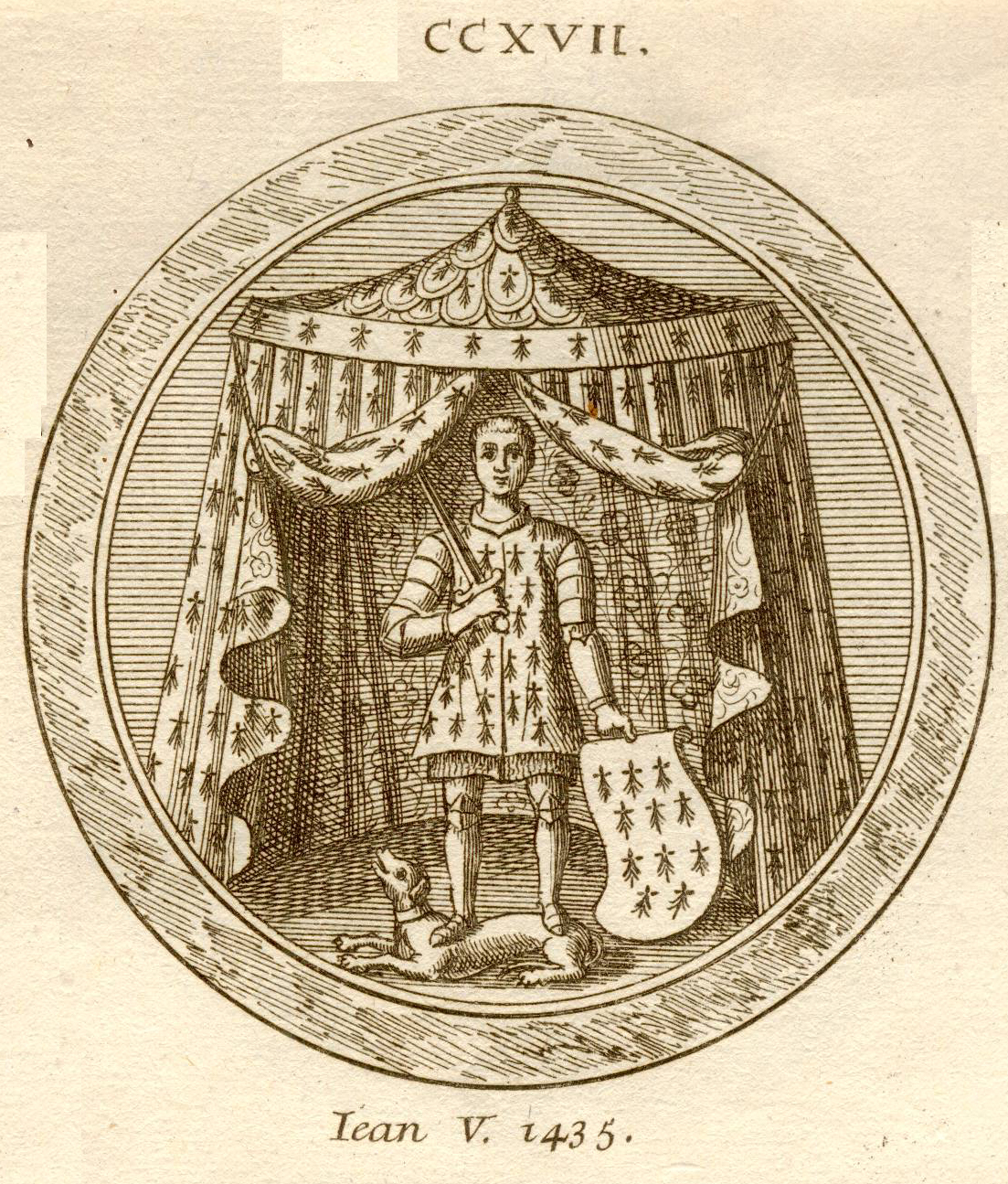
VI. János breton herceg

VI. János breton herceg (francia számozási rendszerben V. János, mert a bretagne-i örökösödési háború után újra kezdték számozni az uralkodókat) (1389. december 24. – 1442. augusztus 29.) Bretagne hercege, Montfort grófja, 1399-től pedig Richmond grófja volt egészen haláláig. V. János és Navarrai Johanna fia volt. Jeanne de Valois-t, Franciaország hercegnőjét, VI. (Őrült) Károly lányát vette el feleségül. Hét gyermeke született tőle.
- Anna (1409 – 1415)
- Izabella (1411 – 1442 Auray) 1430-ban Redonban Guy-hoz, Laval XIV. grófjához megy nőül.
- Margit (1412 – 1421)
- I. Ferenc bretagne-i herceg (1414 – 1450), 2. felesége és az apja korábbi jegyese Stuart Izabella (1426–1494/9) skót királyi hercegnő, 2 leány
- Katalin (1416 – 1421)
- II. Péter bretagne-i gróf 1418 – 1457)
- Bretagne-i Giles (1420 – 1450)

Apjától eltérően, VI. János békeszerető, békés természetű ember volt. Törekedett a hercegi függetlenség fokozására, saját hadsereget szervezett, és önálló, koherens adóztatást vezetett be tartományában. VI. János szintén nagy adakozó volt, főként az egyházat és a művészeteket támogatta. Sok székesegyház az ő adományainak segítségével tudott felépülni.
| Előző uralkodó: V. János | Bretagne uralkodója 1399–1442 Dreux(Monfort)-ház | Következő uralkodó: I. Ferenc |